# Campionato europeo di baseball 1975
Il campionato europeo di baseball 1975 è stato la quattordicesima edizione del campionato continentale. Si svolse a Barcellona, in Spagna, dal 25 luglio al 3 agosto, e fu vinto dall’Italia, alla sua seconda affermazione in ambito europeo.

## Squadre partecipanti
- Francia
- Germania Ovest
- Italia

- Paesi Bassi
- Spagna
- Svezia

## Risultati

### Gruppo A
|    | Team           | V - P | Pf - Ps | %     |
| -- | -------------- | ----- | ------- | ----- |
| 1. | Paesi Bassi    | 2 - 0 | 21 - 4  | 1.000 |
| 2. | Germania Ovest | 1 - 1 | 9 - 12  | 0.500 |
| 3. | Svezia         | 0 - 2 | 4 - 18  | 0.000 |

| Barcellona 1975 | Svezia | 1 – 12 | Paesi Bassi |  |

| Barcellona 1975 | Germania Ovest | 3 – 9 | Paesi Bassi |  |

| Barcellona 1975 | Germania Ovest | 6 – 3 | Svezia |  |

### Gruppo B
|    | Team    | V - P | Pf - Ps | %     |
| -- | ------- | ----- | ------- | ----- |
| 1. | Italia  | 2 - 0 | 22 - 0  | 1.000 |
| 2. | Spagna  | 1 - 1 | 11 - 10 | 0.500 |
| 3. | Francia | 0 - 2 | 1 - 24  | 0.000 |

| Barcellona 1975 | Spagna | 0 – 9 | Italia |  |

| Barcellona 1975 | Spagna | 11 – 1 | Francia |  |

| Barcellona 1975 | Italia | 13 – 0 | Francia |  |

### Finale 5º/6º posto
| Barcellona 1975 | Francia | 1 – 6 | Svezia |  |

| Barcellona 1975 | Svezia | 8 – 4 | Francia |  |

| Barcellona 1975 | Svezia | 11 – 6 | Francia |  |

### Finale 3º/4º posto
| Barcellona 1975 | Germania Ovest | 1 – 7 | Spagna |  |

| Barcellona 1975 | Germania Ovest | 2 – 6 | Spagna |  |

| Barcellona 1975 | Spagna | 4 – 9 | Germania Ovest |  |

| Barcellona 1975 | Spagna | 4 – 9 | Germania Ovest |  |

| Barcellona 1975 | Germania Ovest | 6 – 3 | Spagna |  |

### Finale 1º/2º posto
| Barcellona 1975 | Paesi Bassi | 1 – 5 | Italia |  |

| Barcellona 1975 | Paesi Bassi | 2 – 0 | Italia |  |

| Barcellona 1975 | Paesi Bassi | 4 – 9 | Italia |  |

| Barcellona 1975 | Italia | 7 – 1 | Paesi Bassi |  |

| Barcellona 1975 | Italia | 9 – 4 | Paesi Bassi |  |

## Classifica finale
| Campione d'Europa | Campione d'Europa | Campione d'Europa |
| ----------------- | ----------------- | ----------------- |
| Italia            |                   |                   |
| Argento           | Paesi Bassi       |                   |
| Bronzo            | Germania Ovest    |                   |
| 4.                | Spagna            |                   |
| 5.                | Svezia            |                   |
| 6.                | Francia           |                   |